# Terceira
Terceira est l'une des neuf îles de l'archipel des Açores, situé dans l'océan Atlantique Nord, et se trouve à 1 500 kilomètres à l'ouest de Lisbonne. L'archipel est un territoire du Portugal à statut autonome depuis 1976.
L'île se situe dans le groupe central de l'archipel, sa plus proche voisine est l'île de São Jorge.
Appelée tout d'abord Ilha de Nosso Senhor Jesus Cristo das Terceiras, elle fut le centre administratif des îles Terceiras (littéralement Troisièmes), terme qui désignait alors tout l'archipel des Açores. Celui-ci avait en effet été le troisième à être découvert dans l'Atlantique (vers 1450) – l'archipel des Canaries était désigné par Îles Premières et celui de Madère par Îles Secondes, dans l'ordre chronologique de leur découverte. Avec les années, chacune des îles a reçu un nom, Terceira prenant celui de l'archipel.
Tout au long de son histoire, Terceira a joué, en raison de sa position géostratégique en plein Atlantique Nord, un rôle éminemment important dans la construction et le maintien de l'Empire colonial portugais.

## Géographie

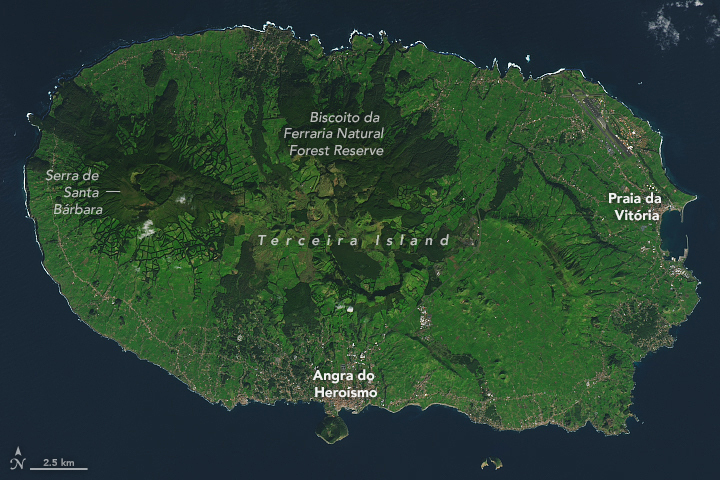
Image satellite de l'île.

L'île, située à 38.73° N de latitude et 27.32° O de longitude, mesure 29 kilomètres de longueur pour 18 kilomètres de largeur, avec une forme elliptique. Sa superficie est de 402,2 km2, ce qui en fait la troisième île de l'archipel en superficie. Son point culminant est à 1 023 mètres au sommet du mont Serra de Santa Barbara.
À partir du XVIe siècle, les Portugais choisirent l'île comme point de passage du Premier méridien pour leur cartographie.
L’île est traversée par le rift de Terceira (en), une structure géologique associée à la jonction triple entre les plaques tectoniques eurasiatique, africaine et américaine.
Comme ses sœurs, c'est une île volcanique avec trois stratovolcans à caldeira en sommeil : Cinco Picos le plus ancien, Guilherme Moniz et Santa Barbara. Le volcan de Pico Alto, dont la caldeira est encombrée de très nombreux dômes et de coulées de lave épaisse de nature trachytique est considéré par certains auteurs comme une excroissance du volcan de Guilherme Moniz. La caldeira de Cinco Picos est la plus large de tout l'archipel avec un diamètre de 7 kilomètres.
L'île a connu une éruption volcanique en 1761 au Pico Vermelho et une éruption sous-marine en 1867. Entre fin 1998 et l'an 2000 eut lieu une seconde éruption sous-marine au large de Terceira à environ 12 kilomètres, la dernière éruption historique aux Açores.
Les populations vivent surtout sur le pourtour de l'île, le centre étant constitué de collines et quelques petits lacs issus de l'activité volcanique.

## Histoire

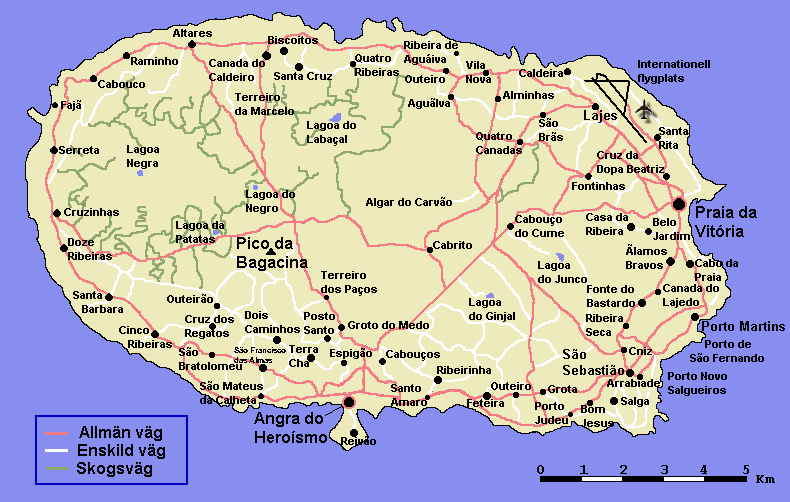
Carte de l'île.

L'île fut découverte entre 1430 et 1450 lorsque les Portugais entreprirent la reconnaissance systématique de l'ensemble de l'archipel.
En 1445, Henri le Navigateur instituait, par acte officiel, Jácome de Bruges, gentilhomme flamand travaillant comme conseiller d'Henri le Navigateur, comme donataire de l'île de Terceira.
Le 2 mars 1450, Jácome de Bruges reçoit la mission officielle du prince Henri le Navigateur, d'établir 17 familles flamandes sur la troisième île de l'archipel des Açores (Terceira). Par la suite, 2000 Flamands viendront s'installer sur l'île de Terceira durant le XVe siècle. Bien que ces immigrants flamands se soient vite adaptés aux manières portugaises et aux habitudes locales, leur legs, en guise d'héritage flamand, restera sous la forme des moulins à vent et de traits physiques tels que les cheveux blonds et les yeux bleus persistant encore aujourd'hui sur l'île de Terceira, nommée également « Islas de Flamengos », l'île des Flamands. 
Jusqu'en 1640, Terceira, alors sous domination espagnole, sert de relais aux galions chargés d'or de retour des Amériques. En 1641, le Espagnols sont définitivement chassés de Terceira.
En 1589, la ville de Angra do Heroísmo est attaquée vainement par Francis Drake.
En 1597, Robert Devereux 2e comte d'Essex, essuie lui aussi un échec dans l'attaque à l'aide d'une centaine de vaisseaux de la flotte espagnole réfugiée dans le port de Angra do Heroísmo.
À la suite de sa déchéance, Alphonse VI (roi de Portugal) est envoyé en résidence à Terceira (1669-1675).

## Histoire contemporaine
L'île joue un rôle majeur de par sa base américaine dans les différents conflits dans lesquels les États-Unis sont impliqués depuis la Seconde Guerre mondiale.
En 1980 un tremblement de terre endommage Angra do Heroísmo, causant 71 victimes.
Le 17 mars 2003 les dirigeants des États-Unis, George W. Bush, de la Grande-Bretagne, Tony Blair, et de l'Espagne, José María Aznar, participent à un sommet décisif sur la crise irakienne.

## Population
L'île compte 56 000 habitants soit environ 139 hab./km2.
Son agglomération principale, Angra do Heroísmo, est aussi la capitale historique des Açores ; 35 500 habitants la peuplent. Elle est classée au patrimoine mondial de l'Unesco, particulièrement pour son architecture des XVIe et XVIIe siècles.
Praia da Vitória est la seconde ville de Terceira avec 20 200 habitants elle est située au nord de l'île près de Lajes qui abrite une importante base aérienne américaine.
L'île est reliée au reste du monde ainsi qu'aux autres îles de l'archipel par l'aéroport de Lajes partagé avec les militaires ainsi que par deux ports dans les deux villes principales.

## Économie
L'activité économique de l'île est assurée par les militaires, l'agriculture, la pêche ainsi que par les services et le tourisme.
L'île est exportatrice de produits agricoles ou issus de la filière agro-alimentaire, tels les conserves de poisson.
Les taureaux noirs de Terceira sont particulièrement appréciés pour la corrida à corde. Les éleveurs (ganadeiros) sont réunis au sein d'une association dont le but est de préserver les techniques d'élevages transmises depuis le XVIe siècle.

La campagne de Terceira, vue depuis le Miradouro da Serra do Cume. Juillet 2020.